# Acacia serpentinicola
Acacia serpentinicola é uma espécie de leguminosa do gênero Acacia, pertencente à família Fabaceae.